# Saint-Georges-Montcocq
Saint-Georges-Montcocq é uma comuna francesa na região administrativa da Normandia, no departamento Mancha. Estende-se por uma área de 8,94 km². Em 2010 a comuna tinha 968 habitantes (densidade: 108,3 hab./km²).